# Ракульф (виконт Макона)
Ракульф (Ракон, Рано) (фр. Raculfe (Ranoux, Racon) de Mâcon) — виконт Макона (ранее 893—915).

## Биография
Происхождение Ракульфа точно не установлено. Предполагается, что он идентичен тому Ракульфу, который в 865 году подписал хартию, в которой король Лотарингии Лотарь II соглашался на возвращение ко двору своей супруги Теутберги. 
Предшественник Ракульфа, Лето I, единственный раз упоминается в исторических источниках в 884 году при сообщении о назначении его виконтом Макона. Ракульф упоминается с титулом «виконт Макона» в документе, данном герцогом Аквитании Гильомом I 1 или 9 ноября 893 года. В нём Ракульф назван лицом, назначенным на свой пост этим герцогом. 
Дочь Ракульфа от неизвестной жены, Толана, вышла замуж за графа Макона Обри I, после чего виконтство соединилось с владениями последнего.

## Брак и дети
Жена: NN. Дети:
- Толана: муж — Обри I (ум. 945), граф Макона